# Abrahám Pracovitý
Abrahám Pracovitý (druhá polovina 13. století – začátek 14. století) byl mnich Kyjevskopečerského monastýru a přepodobný.
Podrobné informace o jeho životě nejsou zachovány. Filaret Gumiljevskij se domníval že Abrahám, žil v jeskyni a zde v modlitbě pracoval na přípravě všeho potřebného pro své pečerské bratry a tím získal přídomek Pracovitý. Byl pohřben v blízké jeskyni svého monastýru mezi přepodobnými Izaiášem a Nifontem.
Místní úcta začala u metropolity Petra Mogily, který roku 1643 ustanovil oslavy přepodobných otců blízkých i vzdálených jeskyní. Úcta celé církve začala po usnesení Svatého synodu v druhé polovině 18. století.